# Matthias Lutzeyer
Matthias Lutzeyer (* 1959 in Stuttgart) ist ein deutscher Künstler der monochromen Malerei.

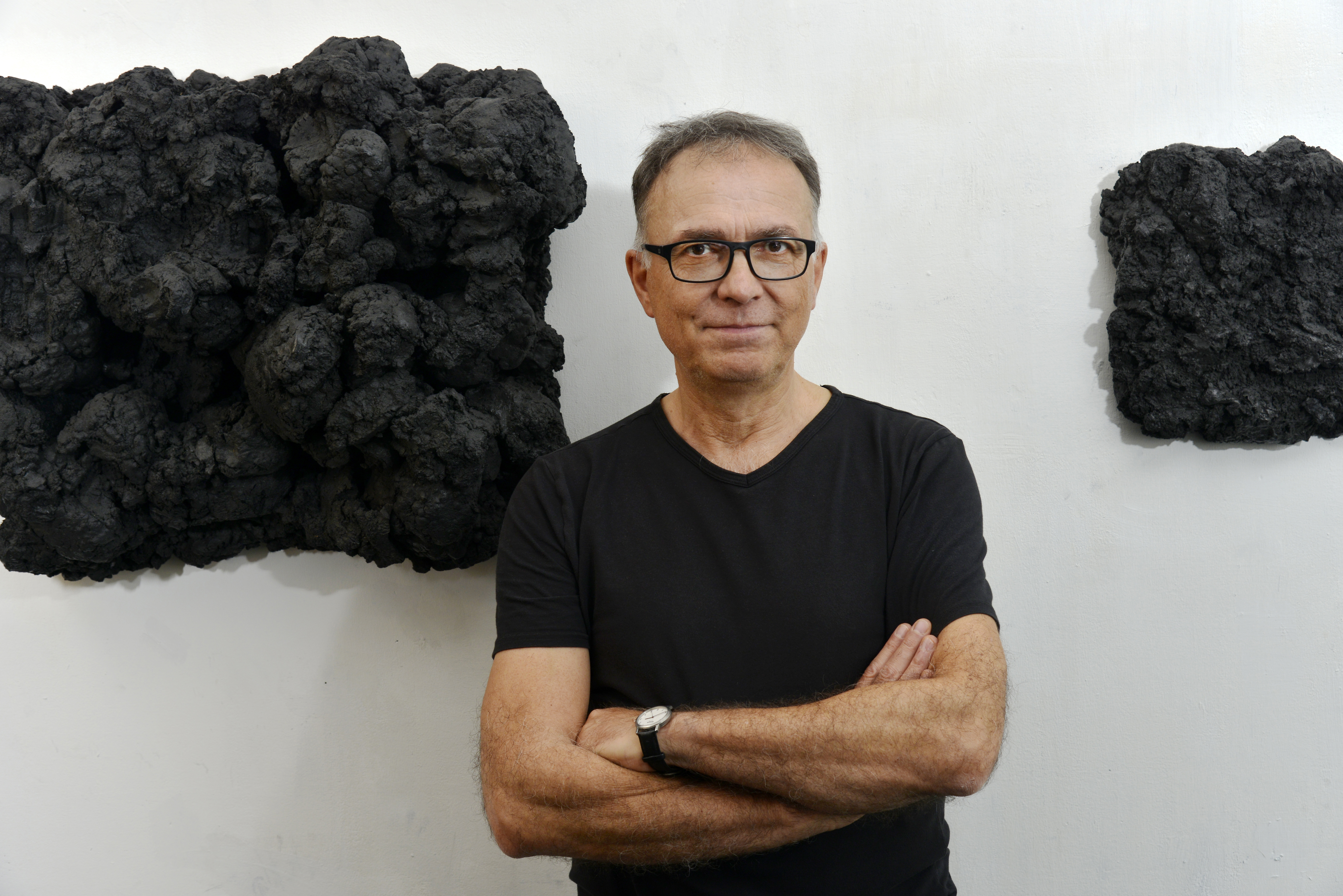
Matthias Lutzeyer in seinem Atelier (2024)

## Leben
Matthias Lutzeyer wuchs in Stuttgart auf und ging 1980 auf die Freie Kunstschule Stuttgart. Von 1981 bis 1986 studierte er an der Staatlichen Akademie der Bildenden Künste bei Moritz Baumgartl, Horst Bachmeyer, Erich Mansen und Herwig Schubert. Von 1988 bis 1989 verbrachte er während seines Stipendiums am Deutsch-Französischen Jugendwerk ein Semester an der École nationale supérieure des beaux-arts de Paris. Werke von Matthias Lutzeyer wurden in Kunstvereinen und Galerien bundesweit gezeigt.
Seit 2004 ist Lutzeyer Mitglied im Deutschen Künstlerbund, seit 2018 Mitglied im Künstlerbund Baden-Württemberg.
Er lebt und arbeitet in Stuttgart.

## Werk
Matthias Lutzeyer gilt als Vertreter der deutschen monochromen Malerei. Ausgangspunkt für die Farbsetzung ist die Holztafel, wahlweise ein Keilrahmen. An der Grenze zwischen Relief und klassischem Tafelbild arbeitete er anfänglich mit Eisenoxydschwarz die Materialität der Farbe in seine Objekte ein. Seit 2003 modelliert er mit seinen Händen eine teigige Farbmasse mit Rußpigmenten und Leinöl, die an vulkanische Prozesse erinnert.
Beeinflusst durch die Theorien von Max Imdahl spürte er früh der Präsenz einer Farbe in seinen Bildern nach. 1994 experimentierte Lutzeyer mit Ultramarin, danach wechselte er zu milori-blauen Bildern, die durch ihre pastose Oberfläche einem Relief ähneln. Später verwendete er ausschließlich die Farbe Schwarz, die, zu quaderförmigen Rohlingen verklumpt, auf Bildträger aufgetragen wurde.
Seit 2009 präsentiert Lutzeyer mehrschichtige oder skulpturale Malereiobjekte, seine Auseinandersetzung mit Farbmaterie, Farbraum und Farbkörpern wurde zum beherrschenden Thema seiner Werke. Seine plastischen Arbeiten werden als Farbe und Bild gewordene Realität der Malerei wahrgenommen.

## Ausstellungen

### Einzelausstellungen (Auswahl)
- 2021: „Matthias Lutzeyer – Neue Arbeiten“, Galerie Klaus Braun, Stuttgart[6]
- 2018: „Matthias Lutzeyer – Malerei“, Kahnweilerhaus, Stadt Rockenhausen[7]
- 2016: „Dark Matter“, Galerie AK2, Stuttgart
- 2012: Atelier Wilhelmstraße 16 e.V., Stuttgart
- 2012: „Neue Arbeiten“, Galerie Klaus Braun, Stuttgart
- 2004: Galerie Uwe Sacksofsky, Heidelberg
- 2003: Galerie Klaus Braun, Stuttgart
- 2000: Galerie Fahlbusch, Mannheim
- 1999: Debütantenausstellung Kunstakademie Stuttgart
- 1995: Galerie 103, Stuttgart
- 1994: Galerie im Torschloß, Tettnang

### Gruppenausstellungen (Auswahl)
- 2024: „SONNENFINSTERNIS – SAULĖS UŽTEMIMAS“, Galerie am Künstlersee, Kloster Lehnin (mit Deva Bartninkaitė)
- 2024: „Freundschaft“, Projektraum Akku, Künstlerbund Baden-Württemberg[8]
- 2022: „Nicht eintönig“, Städtische Galerie Ostfildern (mit Günther Holder und Rainer Splitt)
- 2020: „Die Abwesenheit der Farbe“, Galerie Kautsch, Michelstadt (mit Norvin Leineweber)
- 2019: „NERO (Fünf Positionen zur Farbe Schwarz)“, Kunstverein Brackenheim (mit Jens Braun, Mirco Andrea Carlesso, Kerstin Schaefer und Erik Sturm)
- 2019: Galerie Ruppert, Landau (mit Thomas Deyle und Gerhard Langenfeld)
- 2016: Galerie Klaus Braun, Stuttgart (mit Donald Martiny und Pino Pinelli)
- 2015: Galerie Kautsch, Michelstadt (mit Christiane Conrad)
- 2014: Verein für aktuelle Kunst Ruhrgebiet, Oberhausen (mit Michael Kaul und Petra Siering)
- 2009: „Magie der Farbe“, Kunsthalle Dominikanerkirche, Osnabrück[9]
- 2006: Galerie Katharina Krohn, Basel (mit Andrea Schomburg)
- 2004: „Malerei“, Württembergischer Kunstverein, Stuttgart
- 2003: Galerie Sacksofsky & Bloch, Bern
- 2003: Große Kunstausstellung, Düsseldorf
- 2002: Galerie Dr. Luise Krohn, Badenweiler (mit Keummi Paik-Baumeister)
- 2002: Märkisches Stipendium 2003 für Bildende Kunst, Städtische Galerie, Lüdenscheid
- 2000: Galerie Fahlbusch, Mannheimer Kunstverein

## Werke in öffentlichen und privaten Sammlungen
- Städtische Galerie Tettnang
- Regierungspräsidium Stuttgart
- Sammlung Staatliche Akademie der Bildenden Künste, Stuttgart
- Ministerium für Wissenschaft und Kunst Baden-Württemberg
- Sammlung Manfred Wandel, Reutlingen